# Cohen-Nunatak
Der Cohen-Nunatak ist ein Nunatak im westantarktischen Marie-Byrd-Land. Er ragt 1,5 km westlich des unteren Abschnitts des Reedy-Gletschers und 11 km östlich der Berry Peaks auf.
Der United States Geological Survey kartierte ihn anhand eigener Vermessungen und mittels Luftaufnahmen der United States Navy zwischen 1960 und 1963. Das Advisory Committee on Antarctic Names benannte ihn 1967 nach Leutnant Harvey A. Cohen, Offizier für Öffentlichkeitsarbeit im Kommandostab der Unterstützungskräfte der United States Navy in Antarktika bei der Operation Deep Freeze der Jahre 1966 und 1967.